# Polární dráha
Polární dráha je taková oběžná dráha přirozeného nebo umělého kosmického tělesa kolem planety, jejíž rovina je kolmá k základní rovině planetocentrické souřadné soustavy (rovinu rovníku planety). Těleso při svém pohybu tedy přelétá přes póly planety. Pohybuje-li se těleso po oběžné dráze kolem Slunce, pak za polární dráhu se považuje taková dráha, jejíž rovina je kolmá na rovinu ekliptiky. Sklon dráhy i k základní rovině je u polárních drah i = 90°. Dráhy se sklonem menším než 90° se nazývají prográdní dráhy, se sklonem větším než 90° se nazývají retrográdní dráhy.